# 斯特凡妮·布伦纳
斯特凡妮·布伦纳（德語：Stephanie Brunner，1994年2月20日—），奥地利女子高山滑雪运动员。她曾代表奥地利参加2018年和2022年冬季奥林匹克运动会高山滑雪比赛，其中2018年冬季奥运会获得一枚银牌。